# Koszykówka na Letnich Igrzyskach Olimpijskich 2024 – turniej mężczyzn
Turniej mężczyzn w koszykówce na Letnich Igrzyskach Olimpijskich 2024 odbywa się w dniach 27 lipca – 10 sierpnia 2024. Mistrzostwa olimpijskiego broni reprezentacja Stanów Zjednoczonych. Spotkania grupowe rozgrywane są na stadionie Stade Pierre-Mauroy niedaleko Lille, a mecze fazy pucharowej w hali Bercy Arena w Paryżu.

## Zakwalifikowane reprezentacje
Reprezentacja Francji, jako gospodarz, uzyskała prawo gry w turnieju bez kwalifikacji. Siedem reprezentacji (po dwie z Europy i Ameryki oraz po jednej z pozostałych kontynentów) uzyskało kwalifikację do turnieju podczas Mistrzostw Świata 2023. Pozostałe cztery reprezentacje zostały wyłonione w czterech olimpijskich turniejach kwalifikacyjnych, które zostały rozegrane między 2 a 7 lipca 2024.
| Zawody                              | Zawody                              | Data                          | Miejsce                 | Reprezentacja            |
| ----------------------------------- | ----------------------------------- | ----------------------------- | ----------------------- | ------------------------ |
| Gospodarz                           | Gospodarz                           | –                             | –                       | Francja                  |
| Mistrzostwa Świata                  | Afryka                              | 25 sierpnia– 10 września 2023 | Manila Okinawa Dżakarta | Sudan Południowy         |
| Mistrzostwa Świata                  | Ameryka                             | 25 sierpnia– 10 września 2023 | Manila Okinawa Dżakarta | Kanada Stany Zjednoczone |
| Mistrzostwa Świata                  | Azja                                | 25 sierpnia– 10 września 2023 | Manila Okinawa Dżakarta | Japonia                  |
| Mistrzostwa Świata                  | Europa                              | 25 sierpnia– 10 września 2023 | Manila Okinawa Dżakarta | Serbia Niemcy            |
| Mistrzostwa Świata                  | Oceania                             | 25 sierpnia– 10 września 2023 | Manila Okinawa Dżakarta | Australia                |
| Olimpijskie turnieje kwalifikacyjne | Olimpijskie turnieje kwalifikacyjne | 2–7 lipca 2024                | Pireus                  | Grecja                   |
| Olimpijskie turnieje kwalifikacyjne | Olimpijskie turnieje kwalifikacyjne | 2–7 lipca 2024                | Ryga                    | Brazylia                 |
| Olimpijskie turnieje kwalifikacyjne | Olimpijskie turnieje kwalifikacyjne | 2–7 lipca 2024                | San Juan                | Portoryko                |
| Olimpijskie turnieje kwalifikacyjne | Olimpijskie turnieje kwalifikacyjne | 2–7 lipca 2024                | Walencja                | Hiszpania                |

### Reprezentacje grające w olimpijskich turniejach kwalifikacyjnych
W olimpijskich turniejach kwalifikacyjnych wezmą udział:
- po jednej najwyżej sklasyfikowanej reprezentacji Mistrzostwa Świata 2023 z Ameryki, Afryki oraz Azji/Oceanii, które nie uzyskały kwalifikacji bezpośredniej (łącznie 3 drużyny);
- najwyżej sklasyfikowane reprezentacje Mistrzostwa Świata 2023, które nie uzyskały kwalifikacji (16 drużyn);
- zwycięzcy turniejów pre-kwalifikacyjnych (5 drużyn).

| Sposób kwalifikacji                                    | Reprezentacja            | Turniej kwalifikacyjny  |
| Mistrzostwa Świata 2023                                | Mistrzostwa Świata 2023  | Mistrzostwa Świata 2023 |
| ------------------------------------------------------ | ------------------------ | ----------------------- |
| Najwyżej sklasyfikowana reprezentacja z Afryki         | Egipt                    | Pireus                  |
| Najwyżej sklasyfikowana reprezentacja z Ameryki        | Portoryko                | San Juan                |
| Najwyżej sklasyfikowana reprezentacja z Azji i Oceanii | Nowa Zelandia            | Pireus                  |
| 16 najwyżej sklasyfikowanych                           | Łotwa                    | Ryga                    |
| 16 najwyżej sklasyfikowanych                           | Litwa                    | San Juan                |
| 16 najwyżej sklasyfikowanych                           | Słowenia                 | Pireus                  |
| 16 najwyżej sklasyfikowanych                           | Włochy                   | San Juan                |
| 16 najwyżej sklasyfikowanych                           | Hiszpania                | Walencja                |
| 16 najwyżej sklasyfikowanych                           | Monako                   | Ryga                    |
| 16 najwyżej sklasyfikowanych                           | Brazylia                 | Ryga                    |
| 16 najwyżej sklasyfikowanych                           | Dominikana               | Pireus                  |
| 16 najwyżej sklasyfikowanych                           | Grecja                   | Pireus                  |
| 16 najwyżej sklasyfikowanych                           | Gruzja                   | Ryga                    |
| 16 najwyżej sklasyfikowanych                           | Finlandia                | Walencja                |
| 16 najwyżej sklasyfikowanych                           | Liban                    | Walencja                |
| 16 najwyżej sklasyfikowanych                           | Filipiny                 | Ryga                    |
| 16 najwyżej sklasyfikowanych                           | Meksyk                   | San Juan                |
| 16 najwyżej sklasyfikowanych                           | Angola                   | Walencja                |
| 16 najwyżej sklasyfikowanych                           | Wybrzeże Kości Słoniowej | San Juan                |
| Turnieje prekwalifikacyjne                             |                          |                         |
| Afryka                                                 | Kamerun                  | Ryga                    |
| Ameryka                                                | Bahamy                   | Walencja                |
| Azja                                                   | Bahrajn                  | San Juan                |
| Europa (1)                                             | Polska                   | Walencja                |
| Europa (2)                                             | Chorwacja                | Pireus                  |

## Losowanie
Losowanie fazy grupowej odbyło się 19 marca 2024 w Mies.
12 drużyn zostało podzielonych na cztery koszyki po trzy drużyny na podstawie światowego rankingu FIBA oraz położenia geograficznego. Trzy grupy utworzono poprzez wylosowanie jednej drużyny z każdego koszyka. Dwie drużyny z tego samego kontynentu nie mogły zostać umieszczone w tej samej grupie, z wyjątkiem drużyn europejskich, gdzie w tej samej grupie mogły znajdować się maksymalnie trzy reprezentacje. W przypadku drużyn, które nie zostały jeszcze wyłonione w turniejach kwalifikacyjnych, pod uwagę był brany ranking najlepszej drużyny z danego turnieju.
Podział na koszyki
| Koszyk 1                                 | Koszyk 2                        | Koszyk 3                       | Koszyk 4                              |
| ---------------------------------------- | ------------------------------- | ------------------------------ | ------------------------------------- |
| - Stany Zjednoczone - Hiszpania - Niemcy | - Serbia - Australia - Brazylia | - Kanada - Francja - Portoryko | - Grecja - Japonia - Sudan Południowy |

Wynik losowania
| Grupa A                                   | Grupa B                                 | Grupa C                                                     |
| ----------------------------------------- | --------------------------------------- | ----------------------------------------------------------- |
| - Australia - Grecja - Kanada - Hiszpania | - Francja - Niemcy - Japonia - Brazylia | - Serbia - Sudan Południowy - Portoryko - Stany Zjednoczone |

## Faza grupowa

### Grupa A
| Lp. | Drużyna   | M | Z | P | P+  | P–  | +/– | Pkt | Kwalifikacja |
| --- | --------- | - | - | - | --- | --- | --- | --- | ------------ |
| 1   | Kanada    | 3 | 3 | 0 | 267 | 247 | +20 | 6   | Ćwierćfinały |
| 2   | Australia | 3 | 1 | 2 | 246 | 250 | −4  | 4   | Ćwierćfinały |
| 3   | Grecja    | 3 | 1 | 2 | 233 | 241 | −8  | 4   | Ćwierćfinały |
| 4   | Hiszpania | 3 | 1 | 2 | 249 | 257 | −8  | 4   |              |

| 27 lipca 202411:00 | Australia                               | 92:80(31:21, 18:21, 20:18, 23:20) | Hiszpania                            | Stade Pierre-Mauroy, Lille Widzów: 26 991 Sędzia: - Gatis Saliņš - Omar Bermúdez - Juan Fernández |
| 27 lipca 202411:00 | Pkt:Landale 20 Zb:Landale 9 As:Giddey 8 | 92:80(31:21, 18:21, 20:18, 23:20) | Pkt:Aldama 27 Zb:Garuba 7 As:Brown 7 | Stade Pierre-Mauroy, Lille Widzów: 26 991 Sędzia: - Gatis Saliņš - Omar Bermúdez - Juan Fernández |

| 27 lipca 202421:00 | Grecja                                         | 79:86(22:26, 16:22, 22:20, 19:18) | Kanada                                             | Stade Pierre-Mauroy, Lille Widzów: 26 421 Sędzia: - Roberto Vázquez - Johnny Batista - Wojciech Liszka |
| 27 lipca 202421:00 | Pkt:Andetokunmbo 34 Zb:Mitoglu 8 As:Calathes 7 | 79:86(22:26, 16:22, 22:20, 19:18) | Pkt:Barrett 23 Zb:Olynyk 6 As:Gilgeous-Alexander 7 | Stade Pierre-Mauroy, Lille Widzów: 26 421 Sędzia: - Roberto Vázquez - Johnny Batista - Wojciech Liszka |

| 30 lipca 202411:00 | Hiszpania                              | 84:77(21:22, 28:13, 13:21 22:21) | Grecja                                                 | Stade Pierre-Mauroy, Lille Widzów: 26 980 Sędzia: - Ademir Zurapović - Mārtiņš Kozlovskis - Julio Anaya |
| 30 lipca 202411:00 | Pkt:Aldama 19 Zb:Aldama 12 As:Brown 10 | 84:77(21:22, 28:13, 13:21 22:21) | Pkt:Antetokounmpo 27 Zb:Antetokounmpo 11 As:Calathes 7 | Stade Pierre-Mauroy, Lille Widzów: 26 980 Sędzia: - Ademir Zurapović - Mārtiņš Kozlovskis - Julio Anaya |

| 30 lipca 202413:30 | Kanada                                          | 93:83(26:28,19:21, 27:21, 21:13) | Australia                               | Stade Pierre-Mauroy, Lille Widzów: 26 980 Sędzia: - Yohan Rosso - Johnny Batista - Takaki Kato |
| 30 lipca 202413:30 | Pkt:Barrett 24 Zb:Powell 9 As:Barrett, Murray 5 | 93:83(26:28,19:21, 27:21, 21:13) | Pkt:Giddey 19 Zb:Landale 12 As:Giddey 6 | Stade Pierre-Mauroy, Lille Widzów: 26 980 Sędzia: - Yohan Rosso - Johnny Batista - Takaki Kato |

| 2 sierpnia 202413:30 | Australia                                | 71:77(24:25, 12:28, 14:9, 21:15) | Grecja                                                    | Stade Pierre-Mauroy, Lille Widzów: 26 850 Sędzia: - Roberto Vázquez - Mārtiņš Kozlovskis - Johnny Batista |
| 2 sierpnia 202413:30 | Pkt:Landale 17 Zb:Giddey 11 As:Daniels 8 | 71:77(24:25, 12:28, 14:9, 21:15) | Pkt:Antetokounmpo 27 Zb:Trzech zawodników 7 As:Calathes 8 | Stade Pierre-Mauroy, Lille Widzów: 26 850 Sędzia: - Roberto Vázquez - Mārtiņš Kozlovskis - Johnny Batista |

| 2 sierpnia 202417:15 | Kanada                                                     | 88:85(19:19, 30:19, 15:18, 24:29) | Hiszpania                                           | Stade Pierre-Mauroy, Lille Widzów: 26 133 Sędzia: - Ademir Zurapović - Julio Anaya - Gatis Saliņš |
| 2 sierpnia 202417:15 | Pkt:Gilgeous-Alexander 20 Zb:Brooks, Murray 4 As: Murray 6 | 88:85(19:19, 30:19, 15:18, 24:29) | Pkt:Brizuela 17 Zb:Aldama 11 As:Trzech zawodników 4 | Stade Pierre-Mauroy, Lille Widzów: 26 133 Sędzia: - Ademir Zurapović - Julio Anaya - Gatis Saliņš |

### Grupa B
| Lp. | Drużyna     | M | Z | P | P+  | P–  | +/– | Pkt | Kwalifikacja |
| --- | ----------- | - | - | - | --- | --- | --- | --- | ------------ |
| 1   | Niemcy      | 3 | 3 | 0 | 268 | 221 | +47 | 6   | Ćwierćfinały |
| 2   | Francja (H) | 3 | 2 | 1 | 243 | 241 | +2  | 5   | Ćwierćfinały |
| 3   | Brazylia    | 3 | 1 | 2 | 241 | 248 | −7  | 4   | Ćwierćfinały |
| 4   | Japonia     | 3 | 0 | 3 | 251 | 293 | −42 | 3   |              |

| 27 lipca 202413:30 | Niemcy                                     | 97:77(28:21, 24:23, 22:17, 23:16) | Japonia                                        | Stade Pierre-Mauroy, Lille Widzów: 26 991 Sędzia: - Antonio Conde - Boris Krejić - Amy Bonner |
| 27 lipca 202413:30 | Pkt:F. Wagner 22 Zb:Theis 7 As:Schröder 12 | 97:77(28:21, 24:23, 22:17, 23:16) | Pkt:Hachimura 20 Zb:Hawkinson 11 As:Kawamura 7 | Stade Pierre-Mauroy, Lille Widzów: 26 991 Sędzia: - Antonio Conde - Boris Krejić - Amy Bonner |

| 27 lipca 202417:15 | Francja                                              | 78:66(15:23, 24:13, 18:9, 21:21) | Brazylia                                            | Stade Pierre-Mauroy, Lille Widzów: 26 766 Sędzia: - Matthew Kallio - Luis Castillo - Carlos Peralta |
| 27 lipca 202417:15 | Pkt:Batum, Wembanyama 19 Zb:Wembanyama 9 As:Albicy 4 | 78:66(15:23, 24:13, 18:9, 21:21) | Pkt:Felício, Meindl 14 Zb:Felício 6 As:Dos Santos 6 | Stade Pierre-Mauroy, Lille Widzów: 26 766 Sędzia: - Matthew Kallio - Luis Castillo - Carlos Peralta |

| 30 lipca 202417:15 | Japonia                                                | 90:94 (pd.)(25:32, 19:17, 20:20, 20:15, (dog) 6:10) | Francja                                                   | Stade Pierre-Mauroy, Lille Widzów: 26 900 Sędzia: - Matthew Kallio - Wojciech Liszka - Blanca Burns |
| 30 lipca 202417:15 | Pkt:Kawamura 29 Zb:Hawkinson, Watanabe 8 As:Kawamura 6 | 90:94 (pd.)(25:32, 19:17, 20:20, 20:15, (dog) 6:10) | Pkt: Wembanyama 18 Zb:Gobert 15 As:Fournier, Wembanyama 6 | Stade Pierre-Mauroy, Lille Widzów: 26 900 Sędzia: - Matthew Kallio - Wojciech Liszka - Blanca Burns |

| 30 lipca 202421:00 | Brazylia                              | 73:86(10:22, 30:18, 11:20, 22:26) | Niemcy                                       | Stade Pierre-Mauroy, Lille Widzów: 23 844 Sędzia: - Antonio Conde - Omar Bermúdez - Gatis Saliņš |
| 30 lipca 202421:00 | Pkt:Santos 18 Zb:Meindl 6 As:Santos 8 | 73:86(10:22, 30:18, 11:20, 22:26) | Pkt:Schröder 20 Zb:Voigtmann 8 As:Schröder 6 | Stade Pierre-Mauroy, Lille Widzów: 23 844 Sędzia: - Antonio Conde - Omar Bermúdez - Gatis Saliņš |

| 2 sierpnia 202411:00 | Japonia                                         | 84:102(20:31,24:24, 29:22, 11:25) | Brazylia                                  | Stade Pierre-Mauroy, Lille Widzów: 26 850 Sędzia: - Matthew Kallio - Boris Krejić - Wojciech Liszka |
| 2 sierpnia 202411:00 | Pkt:Hawkinson 21 Zb:Hawkinson 10 As:Kawamura 10 | 84:102(20:31,24:24, 29:22, 11:25) | Pkt:Caboclo 33 Zb:Caboclo 17 As:Huertas 8 | Stade Pierre-Mauroy, Lille Widzów: 26 850 Sędzia: - Matthew Kallio - Boris Krejić - Wojciech Liszka |

| 2 sierpnia 202421:00 | Francja                                       | 71:85(18:24, 9:24, 19:21, 25:16) | Niemcy                                           | Stade Pierre-Mauroy, Lille Widzów: 26 860 Sędzia: - Antonio Conde - Juan Fernández - Andrés Bartel |
| 2 sierpnia 202421:00 | Pkt:Wembanyama 14 Zb:Wembanyama 12 As:Batum 3 | 71:85(18:24, 9:24, 19:21, 25:16) | Pkt:Schröder, Wagner 26 Zb:Theis 8 As:Schröder 9 | Stade Pierre-Mauroy, Lille Widzów: 26 860 Sędzia: - Antonio Conde - Juan Fernández - Andrés Bartel |

### Grupa C
| Lp. | Drużyna           | M | Z | P | P+  | P–  | +/– | Pkt | Kwalifikacja |
| --- | ----------------- | - | - | - | --- | --- | --- | --- | ------------ |
| 1   | Stany Zjednoczone | 3 | 3 | 0 | 317 | 253 | +64 | 6   | Ćwierćfinały |
| 2   | Serbia            | 3 | 2 | 1 | 287 | 261 | +26 | 5   | Ćwierćfinały |
| 3   | Sudan Południowy  | 3 | 1 | 2 | 261 | 278 | −17 | 4   |              |
| 4   | Portoryko         | 3 | 0 | 3 | 228 | 301 | −73 | 3   |              |

| 28 lipca 202411:00 | Sudan Południowy                     | 90:79(20:28, 28:26, 23:15, 19:10) | Portoryko                                             | Stade Pierre-Mauroy, Lille Widzów: 27 021 Sędzia: - Ademir Zurapović - Takaki Kato - Martin Vulić |
| 28 lipca 202411:00 | Pkt:Jones 19 Zb:Gabriel 9 As:Jones 6 | 90:79(20:28, 28:26, 23:15, 19:10) | Pkt:Alvarado 26 Zb:Conditt IV, Romero 6 As:Alvarado 5 | Stade Pierre-Mauroy, Lille Widzów: 27 021 Sędzia: - Ademir Zurapović - Takaki Kato - Martin Vulić |

| 28 lipca 202417:15 | Serbia                                  | 84:110(20:25, 29:33, 16:26, 19:26) | Stany Zjednoczone                   | Stade Pierre-Mauroy, Lille Widzów: 27 328 Sędzia: - Yohan Rosso - Julio Anaya - Mārtiņš Kozlovskis |
| 28 lipca 202417:15 | Pkt:Jokić 20 Zb:Bogdanović 6 As:Jokić 8 | 84:110(20:25, 29:33, 16:26, 19:26) | Pkt:Durant 23 Zb:Davis 8 As:James 9 | Stade Pierre-Mauroy, Lille Widzów: 27 328 Sędzia: - Yohan Rosso - Julio Anaya - Mārtiņš Kozlovskis |

| 31 lipca 202417:15 | Portoryko                                   | 66:107(12:24, 23:28, 16:27, 15:28) | Serbia                                 | Stade Pierre-Mauroy, Lille · Widzów: 17 882 · Sędzia: · - Julio Anaya - Juan Fernández - Słowenia Boris Krejić · |
| 31 lipca 202417:15 | Pkt:Ortiz 19 Zb:Ortiz 6 As:Howard, Waters 3 | 66:107(12:24, 23:28, 16:27, 15:28) | Pkt:Petrušev 15 Zb:Jokić 15 As:Jokić 9 | Stade Pierre-Mauroy, Lille · Widzów: 17 882 · Sędzia: · - Julio Anaya - Juan Fernández - Słowenia Boris Krejić · |

| 31 lipca 202421:00 | Stany Zjednoczone                                 | 103:86(26:14, 29:22, 18:21, 30:29) | Sudan Południowy                     | Stade Pierre-Mauroy, Lille Widzów: 27 056 Sędzia: - Antonio Conde - Mārtiņš Kozlovskis - Takaki Kato |
| 31 lipca 202421:00 | Pkt:Adebayo 18 Zb:Trzech zawodników 7 As:Booker 6 | 103:86(26:14, 29:22, 18:21, 30:29) | Pkt:Omot 24 Zb:Gabriel 10 As:Jones 7 | Stade Pierre-Mauroy, Lille Widzów: 27 056 Sędzia: - Antonio Conde - Mārtiņš Kozlovskis - Takaki Kato |

| 3 sierpnia 202417:15 | Portoryko                                                  | 83:104(29:25, 16:39, 14:23, 24:17) | Stany Zjednoczone                     | Stade Pierre-Mauroy, Lille Widzów: 27 244 Sędzia: - Julio Anaya - Gatis Saliņš - Martin Vulić |
| 3 sierpnia 202417:15 | Pkt:Alvarado 10 Zb:Ismael Romero 10 As:George Conditt IV 5 | 83:104(29:25, 16:39, 14:23, 24:17) | Pkt:Edwards 26 Zb:Tatum 10 As:James 8 | Stade Pierre-Mauroy, Lille Widzów: 27 244 Sędzia: - Julio Anaya - Gatis Saliņš - Martin Vulić |

| 3 sierpnia 202421:00 | Serbia                                         | 96:85(23:22, 24:22, 25:23, 24:18) | Sudan Południowy                              | Stade Pierre-Mauroy, Lille Widzów: 20 916 Sędzia: - Ademir Zurapović - Yohan Rosso - Juan Fernández |
| 3 sierpnia 202421:00 | Pkt:Bogdanović 30 Zb:Jokić 13 As:Bogdanović 10 | 96:85(23:22, 24:22, 25:23, 24:18) | Pkt:Jones, Shayok 17 Zb:Gabriel 8 As:Jones 10 | Stade Pierre-Mauroy, Lille Widzów: 20 916 Sędzia: - Ademir Zurapović - Yohan Rosso - Juan Fernández |

### Klasyfikacja 3. miejsc
| Lp. | Drużyna          | M | Z | P | P+  | P–  | +/– | Pkt | Kwalifikacja |
| --- | ---------------- | - | - | - | --- | --- | --- | --- | ------------ |
| 1   | Brazylia         | 3 | 1 | 2 | 241 | 248 | −7  | 4   | Ćwierćfinały |
| 2   | Grecja           | 3 | 1 | 2 | 233 | 241 | −8  | 4   | Ćwierćfinały |
| 3   | Sudan Południowy | 3 | 1 | 2 | 261 | 278 | −17 | 4   |              |

## Faza pucharowa
|  | Ćwierćfinały      | Ćwierćfinały      |                   |    | Półfinały         | Półfinały         |  |  | Finał | Finał |
|  |                   |                   |                   |    |                   |                   |  |  |       |       |
|  | 6 sierpnia        |                   |                   |    |                   |                   |  |  |       |       |
|  |                   |                   |                   |    |                   |                   |  |  |       |       |
|  | Francja           | 83                |                   |    |                   |                   |  |  |       |       |
|  | Francja           | 83                | 8 sierpnia        |    |                   |                   |  |  |       |       |
|  | Kanada            | 73                |                   |    |                   |                   |  |  |       |       |
|  | Kanada            | 73                | Francja           | 73 |                   |                   |  |  |       |       |
|  | 6 sierpnia        |                   | Francja           | 73 |                   |                   |  |  |       |       |
|  |                   | Niemcy            | 69                |    |                   |                   |  |  |       |       |
|  | Niemcy            | Niemcy            | 69                | 76 |                   |                   |  |  |       |       |
|  | Niemcy            |                   | 10 sierpnia       | 76 |                   |                   |  |  |       |       |
|  | Grecja            | 63                |                   |    |                   |                   |  |  |       |       |
|  | Grecja            | 63                | Francja           | 87 |                   |                   |  |  |       |       |
|  | 6 sierpnia        |                   | Francja           | 87 |                   |                   |  |  |       |       |
|  |                   | Stany Zjednoczone | 98                |    |                   |                   |  |  |       |       |
|  | Brazylia          | Stany Zjednoczone | 98                | 87 |                   |                   |  |  |       |       |
|  | Brazylia          | 8 sierpnia        |                   | 87 |                   |                   |  |  |       |       |
|  | Stany Zjednoczone | 122               |                   |    |                   |                   |  |  |       |       |
|  | Stany Zjednoczone | 122               | Stany Zjednoczone | 95 |                   |                   |  |  |       |       |
|  | 6 sierpnia        |                   | Stany Zjednoczone | 95 |                   |                   |  |  |       |       |
|  |                   | Serbia            | 91                |    | Mecz o 3. miejsce | Mecz o 3. miejsce |  |  |       |       |
|  | Serbia            | Serbia            | 91                | 95 | Mecz o 3. miejsce | Mecz o 3. miejsce |  |  |       |       |
|  | Serbia            |                   | 10 sierpnia       | 95 |                   |                   |  |  |       |       |
|  | Australia         | 90                |                   |    |                   |                   |  |  |       |       |
|  | Australia         | 90                | Niemcy            | 83 |                   |                   |  |  |       |       |
|  |                   |                   |                   |    |                   |                   |  |  |       |       |
|  | Serbia            | 93                |                   |    |                   |                   |  |  |       |       |
|  | Serbia            | 93                |                   |    |                   |                   |  |  |       |       |

### Ćwierćfinały
| 6 sierpnia 202411:00 | Niemcy                                 | 76:63(11:21, 25:15, 23:16, 17:11) | Grecja                                                  | Accor Arena, Paryż Widzów: 12 288 Sędzia: - Roberto Vázquez - Mārtiņš Kozlovskis - Johnny Batista |
| 6 sierpnia 202411:00 | Pkt:Wagner 18 Zb:Theis 8 As:Schröder 8 | 76:63(11:21, 25:15, 23:16, 17:11) | Pkt:Andetokunmbo 22 Zb:Papanikolaou 9 As:Andetokunmbo 3 | Accor Arena, Paryż Widzów: 12 288 Sędzia: - Roberto Vázquez - Mārtiņš Kozlovskis - Johnny Batista |

| 6 sierpnia 202414:30 | Serbia                              | 95:90 (pd.)(17:31, 25:23, 25:11, 15:7, (dog) 13:8) | Australia                                         | Accor Arena, Paryż Widzów: 12 317 Sędzia: - Yohan Rosso - Julio Anaya - Wojciech Liszka |
| 6 sierpnia 202414:30 | Pkt:Jokić 21 Zb:Jokić 14 As:Jokić 9 | 95:90 (pd.)(17:31, 25:23, 25:11, 15:7, (dog) 13:8) | Pkt:Mills 26 Zb:Landale, Magnay 6 As:Danté Exum 5 | Accor Arena, Paryż Widzów: 12 317 Sędzia: - Yohan Rosso - Julio Anaya - Wojciech Liszka |

| 6 sierpnia 202418:00 | Francja                                          | 82:73(23:10, 22:19, 16:21, 21:23) | Kanada                                                       | Accor Arena, Paryż Widzów: 12 258 Sędzia: - Ademir Zurapović - Omar Bermúdez - Gatis Saliņš |
| 6 sierpnia 202418:00 | Pkt:Yabusele 22 Zb:Wembanyama 12 As:Wembanyama 5 | 82:73(23:10, 22:19, 16:21, 21:23) | Pkt:Gilgeous-Alexander 27 Zb:Powel 9 As:Gilgeous-Alexander 4 | Accor Arena, Paryż Widzów: 12 258 Sędzia: - Ademir Zurapović - Omar Bermúdez - Gatis Saliņš |

| 6 sierpnia 202421:30 | Brazylia                                  | 87:122(21:33, 15:30, 35:31, 16:28) | Stany Zjednoczone                   | Accor Arena, Paryż Widzów: 12 364 Sędzia: - Antonio Conde - Luis Castillo - Yevgeniy Mikheyev |
| 6 sierpnia 202421:30 | Pkt:Caboclo 30 Zb:Georginho 8 As:Meindl 7 | 87:122(21:33, 15:30, 35:31, 16:28) | Pkt:Booker 18 Zb:Davis 8 As:James 9 | Accor Arena, Paryż Widzów: 12 364 Sędzia: - Antonio Conde - Luis Castillo - Yevgeniy Mikheyev |

### Półfinały
| 8 sierpnia 202417:30 | Francja                                                | 73:69(18:25, 15:8, 23:17, 17:19) | Niemcy                                  | Accor Arena, Paryż Widzów: 12 454 Sędzia: - Antonio Conde - Boris Krejić - Wojciech Liszka |
| 8 sierpnia 202417:30 | Pkt:Yabusele 17 Zb:Trzech zawodników 7 As:Wembanyama 4 | 73:69(18:25, 15:8, 23:17, 17:19) | Pkt:Schröder 18 Zb: Theis 11 As:Theis 6 | Accor Arena, Paryż Widzów: 12 454 Sędzia: - Antonio Conde - Boris Krejić - Wojciech Liszka |

| 8 sierpnia 202421:00 | Stany Zjednoczone                    | 95:91(23:31, 20:23, 20:22, 32:15) | Serbia                                               | Accor Arena, Paryż Widzów: 12 213 Sędzia: - Ademir Zurapović - Julio Anaya - Mārtiņš Kozlovskis |
| 8 sierpnia 202421:00 | Pkt:Curry 36 Zb:James 12 As:James 11 | 95:91(23:31, 20:23, 20:22, 32:15) | Pkt:Bogdanović 20 Zb:Trzech zawodników 5 As:Jokić 11 | Accor Arena, Paryż Widzów: 12 213 Sędzia: - Ademir Zurapović - Julio Anaya - Mārtiņš Kozlovskis |

### Mecz o 3. miejsce
| 10 sierpnia 202411:00 | Niemcy                                              | 83:93(21:30, 17:16, 25:26, 20:21) | Serbia                                      | Accor Arena, Paryż Widzów: 12 406 Sędzia: - Matthew Kallio - Yohan Rosso - Johnny Batista |
| 10 sierpnia 202411:00 | Pkt:Waner 18 Zb:Wagner 9 As:Schröder, Weiler-Babb 6 | 83:93(21:30, 17:16, 25:26, 20:21) | Pkt:Jokić, Micić 19 Zb:Jokić 12 As:Jokić 11 | Accor Arena, Paryż Widzów: 12 406 Sędzia: - Matthew Kallio - Yohan Rosso - Johnny Batista |

### Finał
| 10 sierpnia 202421:30 | Francja                                 | 87:98(15:20, 26:29, 25:23, 21:26) | Stany Zjednoczone                   | Accor Arena, Paryż Widzów: 12 121 Sędzia: - Antonio Conde - Julio Anaya - Wojciech Liszka |
| 10 sierpnia 202421:30 | Pkt:Wembanyama 26 Zb:Batum 8 As:Batum 4 | 87:98(15:20, 26:29, 25:23, 21:26) | Pkt:Curry 24 Zb:Davis 9 As:James 10 | Accor Arena, Paryż Widzów: 12 121 Sędzia: - Antonio Conde - Julio Anaya - Wojciech Liszka |

## Klasyfikacja końcowa
| Miejsce | Reprezentacja     | Z | P |
| ------- | ----------------- | - | - |
| 01 !    | Stany Zjednoczone | 6 | 0 |
| 02 !    | Francja           | 4 | 2 |
| 03 !    | Serbia            | 4 | 2 |
| 4.      | Niemcy            | 4 | 2 |
| 5.      | Kanada            | 3 | 1 |
| 6.      | Australia         | 1 | 3 |
| 7.      | Brazylia          | 1 | 3 |
| 8.      | Grecja            | 1 | 3 |
| 9.      | Sudan Południowy  | 1 | 2 |
| 10.     | Hiszpania         | 1 | 2 |
| 11.     | Japonia           | 0 | 3 |
| 12.     | Portoryko         | 0 | 3 |